# 작은책
월간 작은책은 세상을 바꾸는 따뜻한 이야기라는 부제를 가지고 있는 조그만 잡지이다. 1995년 창간되었으며, 2011년 현재 버스 기사 출신의 안건모가 발행인으로 일하고 있다. 잡지를 만드는 일 외에도 글쓰기 강의, 노보 전시회 등의 노동문학 지원, 송경동, 홍세화, 한홍구 등을 섭외하여 한 달에 한 번 작은책 사무실에서 대중강좌를 열고 강좌내용을 특집으로 담아내고 있기도 하다.